# Olympische Jugend-Winterspiele 2020/Teilnehmer (Pakistan)
| Gelbes Symbol für Goldmedaillen mit stilisierten Olympischen Ringen | Graues Symbol für Silbermedaillen mit stilisierten Olympischen Ringen | Braundes Symbol für Bronzemedaillen mit stilisierten Olympischen Ringen |
| ------------------------------------------------------------------- | --------------------------------------------------------------------- | ----------------------------------------------------------------------- |
| —                                                                   | —                                                                     | —                                                                       |

Pakistan nahm an den Olympischen Jugend-Winterspielen 2020 in Lausanne mit einer Athletin im Ski Alpin teil. Es war die erste Teilnahme des Landes bei Olympischen Jugend-Winterspielen.

## Teilnehmer nach Sportarten

### Ski Alpin
| Athleten        | Wettbewerbe  | 1. Lauf     | 1. Lauf | 2. Lauf | 2. Lauf | Gesamt      | Gesamt |
| Athleten        | Wettbewerbe  | Zeit        | Rang    | Zeit    | Rang    | Zeit        | Rang   |
| --------------- | ------------ | ----------- | ------- | ------- | ------- | ----------- | ------ |
| Mädchen         |              |             |         |         |         |             |        |
| Mia Freudweiler | Riesenslalom | DNF         | DNF     | DNF     | DNF     | DNF         | DNF    |
| Mia Freudweiler | Slalom       | DNF         | DNF     | DNF     | DNF     | DNF         | DNF    |
| Mia Freudweiler | Super-G      | –           | –       | –       | –       | 1:04,98 min | 46     |
| Mia Freudweiler | Kombination  | 1:04,98 min | 46      | 41,77 s | 29      | 1:46,75 min | 31     |